# Памятник купцу Маркову
Памятник купцу Маркову в Димитровграде установлен в 2003 году, открыт 5 сентября. Скульптор С. Мокроусов. Возведён на пожертвования горожан. Константин Григорьевич Марков — первый посадский голова, 40 лет управлявший Мелекессом. Был меценатом и благотворителем.
Памятник находится в Реестре муниципальной собственности города Димитровграда.

## Биография К. Г. Маркова
Константин Григорьевич Марков (1848—1918) (по другим данным — конец 1840-х — январь 1919) — сын Григория Марковича Маркова (1817—1900), крупнейшего в Самарской губернии мелекесского промышленника и виноторговца (кабаковладельца и винозаводчика). Начав в середине XIX века с открытия рогожного шалаша, уже через 10 лет Григорий Маркович имел два больших винокуренных завода, громадную паровую мукомольную мельницу, несколько лавок, погребов и магазинов в разных городах, чуть не больше десятка каменных домов и несколько сот кабаков, целой сетью опутавших почти всю Самарскую губернию. Он стал купцом первой гильдии и главой Торгового дома «Григорий Марков и сыновья», в который вошли четыре его сына: Александр, Андрей, Фёдор и Константин.
В 1877 году в Мелекессе было введено городское самоуправление, и Константин Григорьевич Марков был избран председателем местной думы. А год спустя — в 1878-м — он становится посадским головой, занимав этот пост без малого 40 лет (с 1878 по 1894 и с 1897 по 1917 гг.).
При Константине Григорьевиче Маркове окрепло городское хозяйство. К 1915 году Мелекесс был тем редким городом России, который не имел долгов, а наоборот, в его активе был капитал в 340 000 рублей. Ведь к этому времени в собственности посада были: 3 двухэтажных, 10 одноэтажных, каменных домов, 100 торговых лавок, 12 каменных и 15 деревянных зданий для нужд учреждений и земельный участок в 41 десятину (448 тыс. м²). Такая практичная деятельность приносила 18000 рублей годового дохода.
При Константине Григорьевиче численность населения посада увеличилось в пять раз и достигла 16 000 человек. В 1915 году Константину Григорьевичу было присвоено звание потомственного почетного гражданина посада Мелекесс, и его портрет был вывешен в здании посадской управы.
Константин Григорьевич Марков принял активное участие в революционных событиях 1917 года и был категорически против разгона думы, но 12 марта думу распустили выбрали новый исполком, который обвинил его в зловредной деятельности, отстранил от должности и категорически советовал покинуть навсегда Мелекесс.
В 1919 (или 1918) году, когда его арестовали, можно было увидеть трогательную картину, как ещё не пуганные горожане, питавшие к нему неподдельное уважение, осмеливались бежать за телегой, в которой везли Константина Григорьевича, и бросать в неё узелки с едой и одеждой. Есть версия, что по приговору революционного трибунала Константин Григорьевич Марков был расстрелян в Самаре в 1919 (или 1918) году в возрасте более 70 лет. Однако документального подтверждения этому найти пока не удалось.